# أميليا دوغلاس
أميليا دوغلاس (بالإنجليزية: Amelia Douglas)‏‏ (1 يناير 1812 في مانيتوبا - 8 يناير 1890 ) قابلة من كندا.